# Ascanio

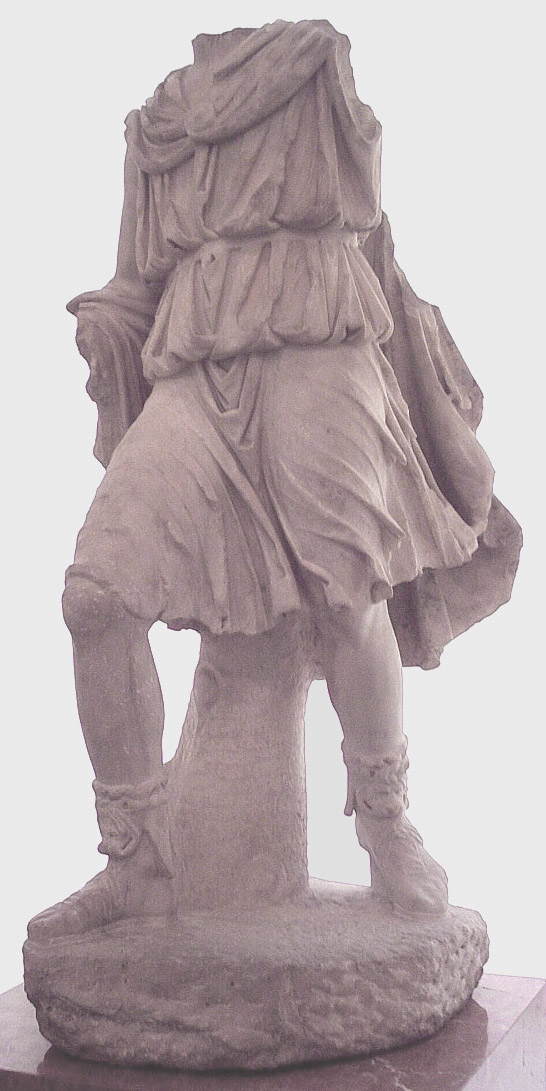
Supuesta estatua de Ascanio en mármol procedente de Emérita Augusta (Mérida)., Museo Arqueológico Nacional (Madrid).

En la mitología griega y romana,  Ascanio o Julo o Yulo (en griego Ἀσκάνιος, Askánios; en latín Iulus) es el hijo de Eneas y Creúsa, miembros de la estirpe real de Troya y Dardania.

## Mito
Según la tradición romana, después de la caída de Troya, Ascanio (junto con su abuelo Anquises y su madre Creúsa) fue conducido por su padre Eneas a las afueras de la ciudad para ir en busca de un mejor destino ya que la madre de Eneas, Venus, le había recomendado que no se quedara a morir como un buen aliado, pues las Parcas habían hilado un futuro mejor para él y su estirpe; entonces emprenden un viaje y aunque sufren algunas pérdidas (Creúsa, Anquises) consiguen llegar a Lacio (lugar en donde Apolo les había profetizado un reino eterno); tras una guerra feroz con los laurentes por fin Eneas toma el poder aunque no por mucho tiempo, pues es divinizado por su madre y toma el nombre de Índiges. Eneas había fundado antes de convertirse en un numen la ciudad de Lavinio, en honor de su nueva esposa: Lavinia; mas Ascanio, al quedar sin padre, fue al monte Albano a fundar otra a la que llamó Alba Longa, y fundó la estirpe de los Julos, de la que con el tiempo nacerían Rómulo y Remo.
Tito Livio, sin embargo, dice que Ascanio es hijo de Lavinia, aunque parece distinguirlo del Ascanio hijo de Creúsa. Según este autor, Silvio, quien sucedió a Ascanio en el trono de Alba Longa, fue hijo de Ascanio; en cambio, Dionisio de Halicarnaso dice que eran medio hermanos.
Otra tradición dice que Ascanio, después de marchar de Troya, reinó sobre la región de la Dascilítide (en la Propóntide), y posteriormente, junto con su primo Escamandrio, volvió a Troya para restituir a los descendientes de Héctor en el trono de la ciudad.

## Referencias

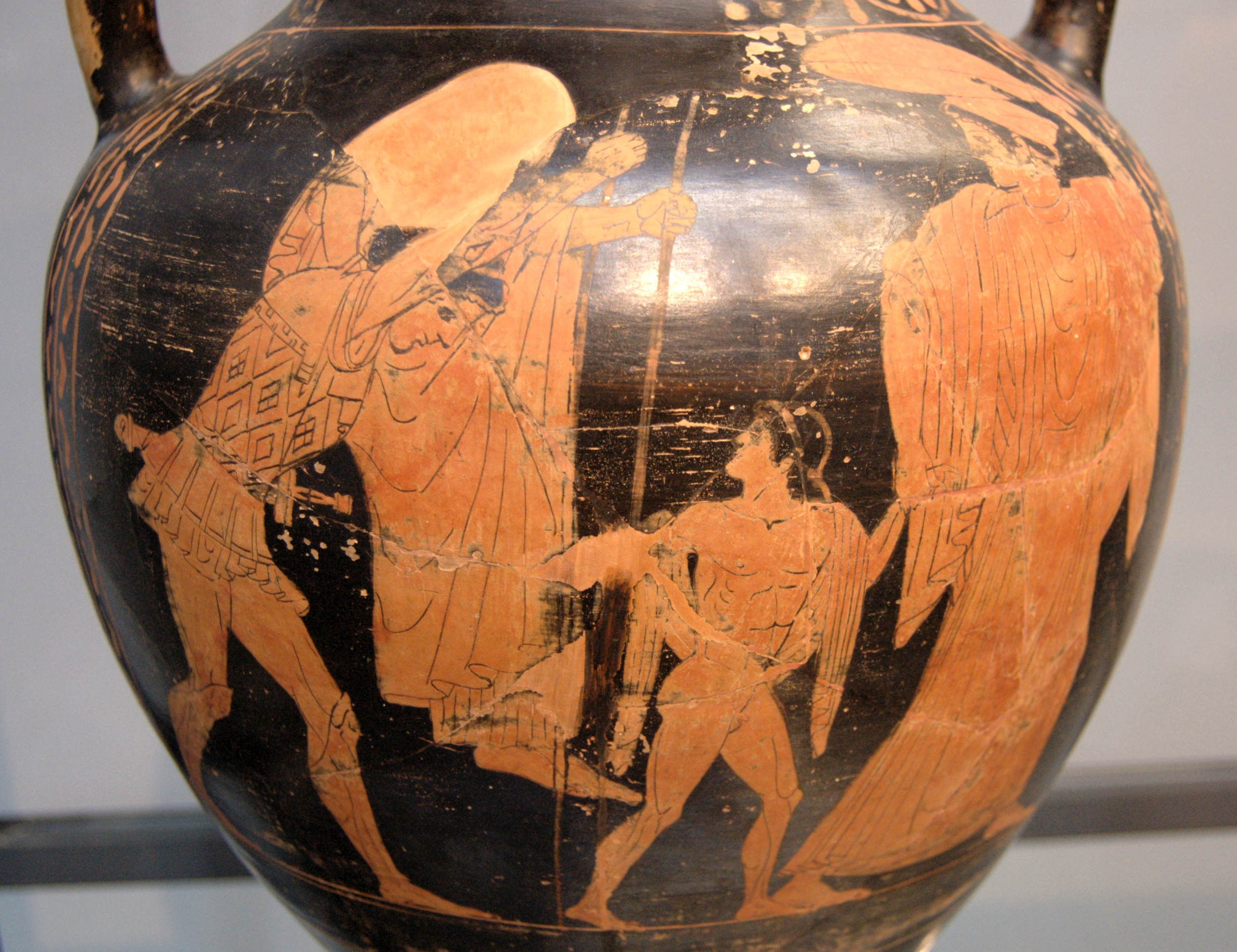
Huida de Troya: Eneas llevando a Anquises, con Ascanio y su esposa. Ánfora de figuras rojas de un taller griego de Etruria, ca. 470 a. C.